# Album di remix
Un album di remix è un album discografico solitamente contenente remix di canzoni precedentemente registrate in una versione differente. Uno dei primi album di remix fu Aerial Pandemonium Ballet di Harry Nilsson, pubblicato nel 1971. Blood on the Dance Floor: HIStory in the Mix di Michael Jackson è invece il più venduto di sempre.
Nonostante esistano da parecchi anni, solo dopo il 2000 gli album di remix hanno riscosso un successo di pubblico e critica lontanamente comparabile a quello dei classici album di inediti. Il primo album di remix a debuttare alla prima posizione nella Billboard 200 è stato infatti J to tha L-O!: The Remixes di Jennifer Lopez, del 2002, mentre Reanimation, album di remix dei brani contenuti in Hybrid Theory, pluripremiato album di debutto dei Linkin Park, ha avuto un discreto successo negli Stati Uniti d'America e in Europa, vendendo oltre tre milioni di copie in tutto il mondo.